# Hochwald und Urwald am Dreisessel
Hochwald und Urwald am Dreisessel este o arie protejată (arie specială de conservare — SAC, sit de importanță comunitară — SCI) din Germania întinsă pe o suprafață de 273,48 ha, integral pe uscat.

## Localizare
Centrul sitului Hochwald und Urwald am Dreisessel este situat la coordonatele 48°46′33″N 13°48′28″E / 48.7758°N 13.8078°E.

## Înființare
Situl Hochwald und Urwald am Dreisessel a fost declarat sit de importanță comunitară în martie 2001 pentru a proteja 1 specie de animale. Situl a fost protejat și ca arie specială de conservare în aprilie 2016.

## Biodiversitate
Situată în ecoregiunea continentală, aria protejată conține 4 habitate naturale: Tufărișuri cu Pinus mugo și Rhododendron hirsutum (Mugo-Rhododendretum hirsuti), Pante stâncoase silicioase cu vegetație casmofită, Păduri de fag Luzulo-Fagetum, Păduri acidofile de Picea de la nivel montan la nivel alpin (Vaccinio-Piceetea).
La baza desemnării sitului se află o specie protejată de  mamifere: râs eurasiatic (Lynx lynx).